# Strange Too
Strange Too è una raccolta di video musicali della band di musica elettronica Depeche Mode diretti dal regista olandese Anton Corbjin, ideale seguito di Strange del 1988.

## Video
La raccolta include i videoclip dei singoli tratti dall'album Violator, girati in Super 8. Sono inoltre presenti due bonus video esclusivi per la raccolta: Halo, che ha successivamente ricevuto rari passaggi anche in radio e sulle reti televisive musicali, e Clean, mai trasmesso su nessun emittente musicale. Inoltre del singolo World in My Eyes è stato girato un video diverso da quello usato per la promozione. A differenza di Strange, i video sono stati girati interamente a colori, comprese le scene di intermezzo senza musica tra i video.
L'ordine in cui compaiono i brani è il seguente:
1. Personal Jesus
2. Policy of Truth
3. Enjoy the Silence
4. Clean
5. Halo
6. World in My Eyes

## Cast
I Depeche Mode erano:
- David Gahan
- Martin Lee Gore
- Andrew Fletcher
- Alan Wilder

Altri attori compaiono nel corso del cortometraggio tra cui una giovane Jenna Elfman nel video di Halo

## Edizioni
La raccolta fu pubblicata per la prima volta nel 1990 dalla Mute Records, in Regno Unito), e dalla Sire / Reprise negli Stati Uniti d'America).
Nel 1999 l'etichetta discografica indipendente Mute Records ha ripubblicato Strange Too in videocassetta
La raccolta è stata pubblicata in versione DVD l’8 dicembre 2023.